# Waizenbach (Wartmannsroth)
Waizenbach ist ein Gemeindeteil der Gemeinde Wartmannsroth im unterfränkischen Landkreis Bad Kissingen in Bayern.

## Geographische Lage
Das Pfarrdorf Waizenbach liegt südlich von Wartmannsroth. Die durch den Ort verlaufende Staatsstraße 2302 führt südwärts nach Gräfendorf und nordwärts nach Wartmannsroth. Von Waizenbach aus führt die Staatsstraße 2293 in südöstlicher Richtung nach Diebach, einem Ortsteil von Hammelburg.

## Geschichte
Im Jahr 777 kam die Siedlung Waizenbach in den Besitz des Klosters Fulda, im Jahr 815 an die Freiherren von Thüngen, die auch ein Wasserschloss in Waizenbach erbauten. Die erste bekannte Erwähnung des Ortes erfolgte im Jahr 1155 als „Wizenbach“.
Waizenbach gehörte zur Pfarrei Wolfsmünster. Bereits um das Jahr 1400 bestand eine von den Herren von Thüngen errichtete Schule im Ort. Das heutige Schulgebäude entstand im Jahr 1570 zunächst als Verwaltungsgebäude.
Am 19. April 1827 entstand im Ort ein bayerisches Dekanat der evangelisch-lutherischen Kirche, das um Lohr am Main (1890), Brückenau, Hammelburg und Marktheidenfeld (1928) erweitert wurde und im Jahr 1929 nach Lohr am Main wechselte.
Dem Bombenangriff am 5. April 1945 fielen die 1583 errichtete evangelisch-lutherische Schlosskirche sowie vier Wohnhäuser und 16 Scheunen zum Opfer. Im Jahr 1950 entstand ein neuer Kirchenbau.
Im Jahr 1952 entstand die Kanalisation des Ortes, vier Jahre später eine Wasserleitung. Ferner wurden die Ortsstraße (1958) und die Kreisstraße (1959) asphaltiert.
Im Rahmen der Gebietsreform in Bayern wurde Waizenbach am 1. Mai 1978 nach Wartmannsroth eingemeindet. Waizenbach und Wartmannsroth gehörten zu dem am 1. Juli 1972 aufgelösten Landkreis Hammelburg.

## Bauwerke und Anlagen

### Schloss Waizenbach
Das Schloss Waizenbach wurde im Jahr 1570 von Dietz von Thüngen und seiner Ehefrau Agatha von Seckendorf erbaut. Im Lauf der folgenden Jahrhunderte wechselte es mehrfach den Besitzer. Der heutige Verwalter des Schlosses ist Freiherr Michael von Truchsess.

### Evangelische Kirche
Eine erste evangelische Kirche im Ort mit Kirchturm aus dem 16. Jahrhundert und Langhaus aus dem 18. Jahrhundert wurde im Zweiten Weltkrieg zerstört. Die heutige evangelische Kirche des Ortes wurde im Jahr 1950 eingeweiht.